# Coop Italia
Coop Italia Soc. Coop. è un sistema di cooperative italiane internazionali che comprende una rete di superette, supermercati e ipermercati. Il marchio è attribuito alle cooperative di consumatori consociate a Coop Italia, a sua volta aderente alla Lega nazionale cooperative e mutue.
I punti vendita Coop sono diffusi soprattutto nel Centro e nel Nord Italia, e in modo particolarmente consistente in Toscana e in Emilia-Romagna. Sebbene stia incrementando la propria presenza nel Sud (specialmente in Puglia) e nelle Isole, il sistema non copre tutto il territorio nazionale.
La finalità principale delle cooperative di consumatori consiste nel tutelare il potere d'acquisto e la sicurezza alimentare. A questo scopo esse acquistano beni di qualità per rivenderli a prezzi vantaggiosi ai propri soci e in generale ai consumatori. Tra i principali obiettivi di Coop c'è anche la promozione degli alimenti biologici.
Coop Italia, nonostante la somiglianza nel nome e nel logo, non ha rapporti societari con Coop Svizzera, con la norvegese Coop Norge e con la olandese Coop.

## Storia

### Origini (1947-1967)

Prodotti Coop anni settanta

In Italia, il movimento della cooperative di consumatori nacque a Torino nel 1854 con l'Alleanza Cooperativa Torinese. 
Tra queste piccole imprese di commercianti, in zona Niguarda, a Milano nasce Cooperativa Rionale del Popolo Cooperativo.
Il 28 dicembre 1947 venne fondata a Roma, nell'allora sede della Lega nazionale delle cooperative e delle mutue, l'Associazione Nazionale Cooperative di Consumatori-Coop, una cooperativa nata per avviare la "pratica dell'acquisto collettivo" e per assicurare alle cooperative di consumatori migliori garanzie e condizioni nell'approvvigionamento dei prodotti. Durante il dopoguerra, periodo di grande difficoltà, le cooperative rappresentarono una alternativa ai negozi privati, garantendo risparmi grazie al superamento dell'intermediazione dei grossisti. Fino agli anni sessanta il movimento si sviluppò diffondendosi nel centro-nord Italia in modo capillare. In seguito, per migliorare la gestione economica dell'attività commerciale fu avviato un processo di concentrazione, attraverso la chiusura di oltre duemila piccoli negozi e la creazione di centinaia di strutture moderne.
Nel 1947, il primo presidente fu Otello Dal Fiore. Un anno più tardi la sede venne trasferita a Bologna dove rimase sino al 1952 quando, sotto la presidenza di Mario Pupeschi, venne trasferita a Milano.

### Fondazione ed evoluzione (1968-1999)
Nel 1967 nacque Coop Italia, un consorzio nazionale d'acquisto per tutte le cooperative di consumatori italiane, che rese possibile una maggiore capacità contrattuale nei confronti dei fornitori. Al consorzio furono delegate anche altre attività, come la gestione dei magazzini, lo sviluppo di azioni di marketing e la formazione del personale. Tutto ciò contribuì alla capacità del sistema delle cooperative di competere con la grande distribuzione privata. Nel 1975, da una gestione totalmente centralizzata si passò al decentramento alle cooperative, per consentire un miglior servizio al punto vendita e un aumento dell'efficienza delle strutture logistiche. Nel giugno 1980 Coop Italia, sotto la presidenza di Stefano Ferretti, trasferì la propria sede centrale a Bologna e costituì un nuovo consorzio per la gestione degli acquisti di prodotti non alimentari: Coop Italia no food, con sede a Sesto Fiorentino.
Nel 1983, sotto la presidenza di Werter Bardini,  viene disegnato il nuovo logo Coop da Bob Noorda, il grafico e architetto olandese, quasi contemporaneamente viene lanciato lo slogan che poi diventerà storico: "La Coop sei tu chi può darti di più". Nel 1988 è nominato presidente Vincenzo Tassinari. Nel 1998 la Coop è la prima azienda europea ad ottenere la certificazione SA 8000.

### Anni 2000 e 2010
Il sistema è costituito da 103 cooperative di diversa dimensione (7 grandi, 8 medie e 88 piccole) e diffusione territoriale,  giuridicamente e operativamente autonome, associate a livello interregionale (nei distretti) e nazionale (ANCC) al fine di condividere le politiche commerciali, le strategie aziendali e le iniziative a favore dei soci-consumatori e del territorio di riferimento.
Coop è il principale attore sul mercato italiano della grande distribuzione organizzata e nel 2011 la quota di mercato ha raggiunto il 19,4% e le vendite i 11,1 miliardi di euro (davanti ai gruppi francesi Carrefour e Auchan e all'italiano Conad). Conta 1199 punti vendita in quindici regioni con un numero totale di 52 948 dipendenti e 8 169 033 soci. Nel 2016, dopo che tre anni prima c'è stato un cambiamento nel vertice della società con l'uscita di Vincenzo Tassinari e l'ingresso di Marco Pedroni, i dipendenti sono 53 635 e i soci 8,5 milioni.
Venne avviato un processo di razionalizzazione del sistema sia a livello centrale che territoriale, con fusioni tra cooperative e processi di espansione nelle regioni dell'Italia meridionale (Unicoop Tirreno in Campania, Coop Alleanza 3.0 in Puglia, Basilicata, Calabria, Campania e Sicilia). C'è stata anche un'esperienza di internazionalizzazione, con l'apertura di ipermercati in Croazia da parte di Hipermarketi Coop d.o.o., società controllata da Coop Consumatori Nordest, tuttavia i quattro IperCoop croati sono stati ceduti nel 2009 a SPAR Austria.
Grandi cooperative del sistema Coop come Coop Adriatica, Coop Estense, Coop Consumatori Nordest, Coop Liguria, Coop Lombardia, Nova Coop e Unicoop Tirreno, in passato hanno anche gestito una società (Dico) per gestire discount. Tuttavia, per problemi di redditività, da aprile 2013 la società è stata ceduta al gruppo Tuo, in cambio di 54 punti vendita situati prevalentemente a Roma e nel Lazio.
La struttura logistica legata agli acquisti non alimentari di Coop Italia, un tempo ubicata a Sesto Fiorentino, si è trasferita a Prato, con un ampliamento di circa 50 000 m².

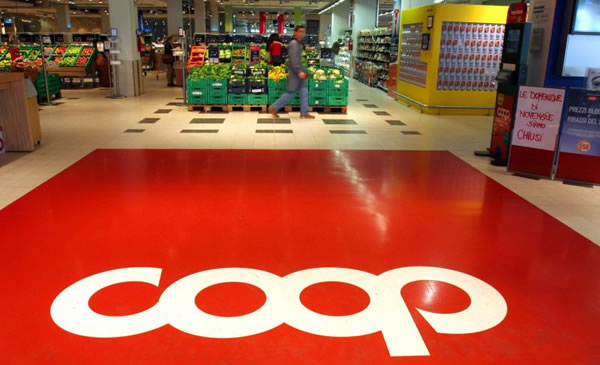
Un supermercato Coop

In merito alla composizione del personale e alle tipologie contrattuali adottate, il Contratto nazionale della distribuzione cooperativa prevede una percentuale di assunti a tempo del 15% sul totale dei lavoratori, per ogni unità produttiva. Derogano a questo computo, i contratti di sostituzione, e l'inapplicabilità del limite ai punti vendita aperti negli ultimi due anni. Un articolo del CCNL obbliga le cooperative che impiegano più di 200 lavoratori (a tempo o stabilizzati a tempo pieno) ad assumere a tempo indeterminato una persona che svolge esclusivamente attività sindacale. Dal gennaio 2015 entra in Coopernic contemporaneamente all'impegno nella chiusura di ogni attività di Centrale Italiana, la centrale d'acquisto che vedeva Coop operare insieme a Despar e Sigma. Per Coop Italia si ha il passaggio da una rete nazionale di alleanze a una internazionale. Il 1º gennaio 2016, dalla fusione di Coop Adriatica, Coop Consumatori Nordest e Coop Estense (le tre grandi cooperative del Distretto Adriatico), nasce la più grande cooperativa di consumatori italiana ed europea: Coop Alleanza 3.0.
Inoltre, grazie all'accordo di Master Franchising tra il Gruppo AZ Spa (ex-insegna Sidis e Auchan, con il Gruppo Végé) e Coop Alleanza 3.0, il marchio Coop arriva per la prima volta in Calabria.
Nel giugno 2019, c'è stato un cambio alla guida di Coop Italia: Maura Latini, dal 2013 direttore generale ed ex Unicoop Firenze, viene nominata amministratore delegato mentre Marco Pedroni viene riconfermato presidente.
Nel mese di giugno 2020, in seguito all'accordo tra il consorzio Sardegna Più e Coop Consorzio Nord Ovest, l'insegna Coop sbarca anche in Sardegna attraverso una formula di licenza d'uso del marchio.
Nel mese di gennaio 2022, in seguito all'accordo di Master Franchising tra il Gruppo Radenza (con l'insegna Crai) e Coop Alleanza 3.0, l'insegna Coop viene implementata in tutta la Sicilia nei circa 300 punti vendita del gruppo, che assumono così le insegne Coop, Incoop, Superstore Coop e Ipercoop. Contestualmente, Coop Alleanza 3.0 cede i propri 7 Ipercoop presso i centri commerciali "Parco Corolla" a Milazzo, "Forum" e "La Torre" a Palermo, "Katanè", "Le Zagare" e "Le Ginestre" a Catania, "Ibleo" a Ragusa, e 5 super (4 a Palermo e un superstore a Bronte) al Gruppo Radenza.

## Soci
Le 105 cooperative di consumatori che al 2013 costituivano Coop Italia contano un totale di 8 169 033 soci che sono i proprietari di Coop Italia. Ogni cooperativa riserva ai propri soci vantaggi economici come sconti sull'acquisto dei prodotti e premi. Le medie e grandi cooperative hanno attivato anche il prestito sociale, che consiste nella possibilità di investire i propri risparmi nella cooperativa per favorirne lo sviluppo. Nel 2016 i soci raggiungono quota 8,5 milioni.

## Organizzazione
Il sistema è formato da sette grandi cooperative, cinque medie e numerose piccole, ciascuna delle quali è inserita in uno dei tre distretti Coop, Distretto Nord Ovest, Distretto Adriatico e Distretto Tirrenico.

### Distretto Nord Ovest
Il Distretto Nord Ovest comprende le cooperative di consumatori aderenti al Consorzio Coop Italia situate in Valle d'Aosta, Piemonte, Lombardia e Liguria.
| Grandi cooperative  | Grandi cooperative                             | Grandi cooperative | Grandi cooperative                                    |
| Logo                | Nome                                           | Fondazione         | Diffusione                                            |
| ------------------- | ---------------------------------------------- | ------------------ | ----------------------------------------------------- |
|                     | Coop Liguria                                   | 1945               | Liguria, Piemonte (provincie di Alessandria e Cuneo)  |
|                     | Coop Lombardia                                 | 1984               | Lombardia (escluse le provincie di Sondrio e Mantova) |
|                     | Nova Coop                                      | 1989               | Piemonte, Lombardia (provincie di Varese e Milano)    |
| Medie cooperative   |                                                |                    |                                                       |
| Logo                | Nome                                           | Fondazione         | Diffusione                                            |
|                     | Coop Como Consumo                              | 2006               | Lombardia (provincia di Como)                         |
| Piccole cooperative |                                                |                    |                                                       |
| Logo                | Nome                                           | Fondazione         | Diffusione                                            |
|                     | Cooperativa Agricola Edificatrice Arese        | 1919               | Arese (MI)                                            |
|                     | Cooperativa Rionale del Popolo Cooperativo     | -                  | Milano, Lodi, Rimini, Firenze, Roma                   |
|                     | Coop Consumo Cinque Terre                      | -                  | Riomaggiore, Manarola, Vernazza (SP)                  |
|                     | Unione cooperativa Circolo Derviese            | -                  | Dervio (LC)                                           |
|                     | Coop Italia Lainate                            | 1913               | Lainate (MI)                                          |
|                     | Cooperativa Consumo Unione                     | 1920               | Lipomo (CO)                                           |
|                     | Coop di consumo unite                          | -                  | Mapello (BG)                                          |
|                     | Coop Mezzago                                   | 1920               | Mezzago (MB)                                          |
|                     | La Fratellanza Cooperativa di consumo          | -                  | Paderno d'Adda (LC)                                   |
|                     | Cooperativa di consumo Rinascita               | -                  | Ponteranica (BG)                                      |
|                     | Cooperativa di consumo lavoratori di Brembilla | -                  | Val Brembilla (BG)                                    |
|                     | Società cooperativa di consumo                 | -                  | Sartirana Lomellina (PV)                              |

### Distretto Adriatico
Il Distretto Adriatico comprende le cooperative di consumatori aderenti al Consorzio Coop Italia situate in Friuli-Venezia Giulia, Veneto, Trentino-Alto Adige, Emilia-Romagna, Marche, Abruzzo, Molise, Puglia, Basilicata, Calabria (con il nome Coop Master Alleanza 3.0) e Sicilia. Centrale Adriatica, società che gestisce la distribuzione per tutto il Distretto Adriatico, cura la distribuzione di TitanCoop, la principale cooperativa di consumo della Repubblica di San Marino. Il Consorzio di Cooperative SAIT - Famiglia Cooperativa, pur non facendo formalmente parte del consorzio Coop, ha la concessione per il marchio Coop in Trentino-Alto Adige.
| Grandi cooperative  | Grandi cooperative                           | Grandi cooperative | Grandi cooperative |
| Logo                | Nome                                         | Fondazione         | Diffusione |
| ------------------- | -------------------------------------------- | ------------------ | --- |
|                     | Coop Alleanza 3.0 / Coop Master Alleanza 3.0 | 2016               | Friuli-Venezia Giulia, Emilia-Romagna, Marche, Puglia, Calabria, Veneto (esclusa la provincia di Verona). Province di Mantova, Brescia, Pescara, Chieti, Matera, Catania, Messina, Palermo, Ragusa, Salerno e Avellino. |
| Medie cooperative   |                                              |                    | |
| Logo                | Nome                                         | Fondazione         | Diffusione |
|                     | Coop Casarsa                                 | 1919               | Friuli-Venezia Giulia, Veneto |
|                     | Coop Reno                                    | 1988               | Emilia-Romagna, Veneto |
|                     | Coop Consumatori Alto Garda                  | 1975               | Provincia autonoma di Trento |
| Piccole cooperative |                                              |                    | |
| Logo                | Nome                                         | Fondazione         | Diffusione |
|                     | Cooperativa di consumo di Basilicanova       | 1945               | Basilicanova (PR) |
|                     | Cooperativa di Lamosano                      | -                  | Chies d'Alpago (BL) |
|                     | Coop Consumatori Marostica                   | 1973               | Marostica, Breganze e Sarcedo (VI) |
|                     | Cooperativa di Consumo di Torreano           | 1945               | Torreano (UD) |
|                     | Coop Villa Fastiggi                          | 1906               | Pesaro |

### Distretto Tirrenico
Il Distretto Tirrenico comprende le cooperative di consumatori aderenti al Consorzio Coop Italia situate in Toscana, Umbria, Lazio, Campania e Sardegna. Si contraddistingue dagli altri distretti per l'elevato numero di piccole cooperative (soprattutto nelle zone rurali toscane) che non hanno partecipato alla serie di fusioni nelle grandi cooperative che hanno contraddistinto gli altri due distretti.
| Grandi cooperative  | Grandi cooperative                                       | Grandi cooperative | Grandi cooperative |
| Logo                | Nome                                                     | Fondazione         | Diffusione |
| ------------------- | -------------------------------------------------------- | ------------------ | --- |
|                     | Coop Centro Italia                                       | 1997               | Province di Arezzo, Siena, Perugia, Terni, Rieti, L'Aquila                                                            |
|                     | Unicoop Firenze                                          | 1973               | Province di Lucca, Pisa, Pistoia, Prato, Firenze, Arezzo e Siena                                                      |
|                     | Unicoop Tirreno                                          | 2004               | Province di Massa-Carrara, Lucca, Livorno, Grosseto, Siena, Terni, Viterbo, Roma, Latina, Frosinone, Caserta e Napoli |
| Medie cooperative   |                                                          |                    | |
| Logo                | Nome                                                     | Fondazione         | Diffusione |
|                     | Coop Unione Amiatina                                     | 1960               | Province di Grosseto, Siena, Viterbo, Pisa                                                                            |
| Piccole cooperative |                                                          |                    | |
|                     | Asso Coop                                                | -                  | San Giovanni d'Asso (SI)                                                                                              |
|                     | Cooperativa Allevatrici Sarde                            | 1962               | Provincia di Oristano                                                                                                 |
|                     | Coop Alto Casentino                                      | 2010               | Pratovecchio Stia (AR)                                                                                                |
|                     | Coop Bisenzio Ombrone                                    | -                  | Poggio a Caiano, Seano, Vaiano, Vernio (PO)                                                                           |
|                     | Cooperativa La Bucinese                                  | -                  | Bucine, AR e Mercatale Valdarno (AR)                                                                                  |
|                     | Coop Minatori Cavriglia                                  | -                  | Cavriglia, Santa Barbara, Castelnuovo dei Sabbioni (AR), Gaiole in Chianti (SI)                                       |
|                     | Cooperativa di consumo di Cerreto Guidi e Vinci          | -                  | Cerreto Guidi, Vinci (FI)                                                                                             |
|                     | Cooperativa Di Consumo Ristori                           | -                  | Chiusdino (SI) |
|                     | Cooperativa di consumo Le Croci di Calenzano             | -                  | Calenzano (FI) |
|                     | Coop Diacceto                                            | -                  | Pelago (FI) |
|                     | Cooperativa di consumo del popolo di Donnini             | -                  | Reggello (FI) |
|                     | Spaccio cooperativo del popolo di San Felice             | -                  | San Felice e Piteccio (PT)                                                                                            |
|                     | Cooperativa di consumo di Galliano di Mugello            | -                  | Galliano di Mugello (FI)                                                                                              |
|                     | Cooperativa Italia Nuova Greve in Chianti                | 1920               | Greve in Chianti (FI)                                                                                                 |
|                     | Cooperativa Di Consumo Di Lajatico                       | -                  | Lajatico (PI) |
|                     | Cooperativa operaia di consumo                           | -                  | Larciano (PT) |
|                     | Coop Consumo Leccio                                      | -                  | Leccio (FI) |
|                     | Cooperativa di consumo di Londa                          | -                  | Londa (FI) |
|                     | Cooperativa di consumo del popolo Levane                 | -                  | Levane (AR) e Castelfranco Piandiscò (AR)                                                                             |
|                     | Coop Mercatale                                           | -                  | Mercatale in Val di Pesa, San Donato in Poggio, Barberino Val d'Elsa (FI)                                             |
|                     | Cooperativa di Consumo Molin del Piano                   | -                  | Molino del Piano (FI)                                                                                                 |
|                     | Unicoop Montagna Pistoiese                               | -                  | San Marcello Pistoiese, Maresca, Campo Tizzoro (PT)                                                                   |
|                     | Coop. consumo e mutuo soccorso Montefoscoli              | -                  | Montefoscoli (PI) |
|                     | Coop Montespertoli                                       | -                  | Montespertoli (FI) |
|                     | Cooperativa di consumo di Pelago                         | -                  | Pelago (FI) |
|                     | Societa' Cooperativa Consumo fra Gli Operai di Polcanto  | -                  | Polcanto (FI) |
|                     | Cooperativa di Consumo del Popolo di Pratolino           | 1950               | Vaglia (FI) |
|                     | Luigi Baldi Società Cooperativa                          | -                  | Radicondoli (SI) |
|                     | Cooperativa Di Consumo Del Popolo                        | -                  | Ronta (FI) |
|                     | Cooperativa Di Consumo San Pierino                       | -                  | San Pierino (FI) |
|                     | Coop San Polo in Chianti                                 | -                  | Greve in Chianti (FI)                                                                                                 |
|                     | Società Cooperativa Di Consumo Sieci                     | -                  | Sieci (FI) |
|                     | Coop I Figli del Lavoro                                  | -                  | Staggia Senese (SI)                                                                                                   |
|                     | Coop di consumo Vaggio                                   | -                  | Vaggio (FI) |
|                     | Cooperativa di consumo La Libertà di Viaccia             | -                  | Prato |
|                     | Cooperativa L'unione di Vergaio                          | -                  | Vergaio (PO) |
|                     | Cooperativa Di Consumo Del Borgo San Lazzero In Volterra | -                  | Volterra (PI) |

## Rete di vendita
Coop Italia ha adottato una strategia di multicanalità, in base alla quale adotta diversi modelli di vendita differenziati in base alle dimensioni dei punti vendita:
- l'insegna SpesaCoop caratterizza i supermercati di quartiere o mini market (fino a 500 m²), con un assortimento di beni alimentari e di approvvigionamento “no food” in attività promozionale;
- l'insegna InCoop caratterizza i supermercati di prossimità o superette (fino a 1.000 m²), con un assortimento alimentare di base;
- l'insegna Coop contraddistingue i supermercati medi (fino a circa 2.000-2.500 m²), con un vasto assortimento alimentare;
- le insegne Coop Superstore, Coop&Coop e Coop.fi valorizzano i grandi supermercati o superstore (da 2500 a circa 3000–3500 m²), con una discreta presenza anche di articoli non alimentari (l'insegna Coop.fi riguarda la sola Unicoop Firenze);
- le insegne Ipercoop ed Extracoop sono utilizzate per gli ipermercati; hanno una superficie compresa tra 3.000 e 15.000 m² e rappresentano il top dell'offerta, con vasto assortimento sia alimentare che non alimentare e reparti specializzati in elettrodomestici, telefonia, hi-fi e, in alcuni casi, ottica e farmaci da banco.

Insegna InCoop
Insegna Coop
Insegna Coop&Coop
Insegna Extracoop
Insegna Ipercoop

In particolare, l'insegna InCoop è usata da Coop Alleanza 3.0, Unicoop Tirreno, Unicoop Firenze, Coop Centro Italia, Coop Lombardia, Coop Liguria e da alcune medie cooperative, mentre l'insegna Coop&Coop da Coop Alleanza 3.0 e Coop Centro Italia. L'utilizzo dell'insegna Ipercoop si limita invece alle grandi cooperative. Attualmente il più "piccolo" Ipercoop d'Italia è quello di Tremestieri Etneo (Le Ginestre), in provincia di Catania, con 3200 m². Il più grande è quello di Villesse (Tiare), in provincia di Gorizia, con 14.000 m².
Sono presenti inoltre alcuni concept store sperimentali:
- FiorFood Galleria San Federico a Torino, gestito da Nova Coop, è un negozio dedicato all'eccellenza italiana con all'interno uno spazio dedicato agli acquisti, denominato FiorFood Shop, un bistrò, una libreria e un ristorante gestito in collaborazione con la rinomata "La Credenza". FiorFood si pone come un negozio top di gamma, grazie al contesto storico che ospita i locali, a prezzi accessibili;
- Le delizie di Coop Centro Italia a Perugia, è un negozio che vende specialità regionali umbre nel centro storico;
- Stai Bene Coop a Bologna, gestito da Coop Alleanza 3.0, è un negozio dedicato al benessere, con alimenti biologici e salutistici, parafarmacia, ottica, puericultura, alimenti per bambini e cosmesi;
- Tutto Coop Solo Food a Parma, gestito da Coop Alleanza 3.0, è un negozio che vende esclusivamente prodotti alimentari a marchio Coop.

### Presenza sul territorio
Questo è il dettaglio della presenza di Coop nelle varie regioni italiane:
| Regione               | Numero di negozi |
| --------------------- | ---------------- |
| Abruzzo               | 10               |
| Basilicata            | 12               |
| Calabria              | 59               |
| Campania              | 7                |
| Emilia-Romagna        | 259              |
| Friuli-Venezia Giulia | 65               |
| Lazio                 | 76               |
| Liguria               | 53               |
| Lombardia             | 137              |
| Marche                | 27               |
| Piemonte              | 68               |
| Puglia                | 135              |
| Sardegna              | 76               |
| Sicilia               | 291              |
| Toscana               | 300              |
| Trentino-Alto Adige   | 51               |
| Umbria                | 34               |
| Veneto                | 123              |

### Servizio a domicilioEasyCoop
Dal 2016 è attivo il servizio EasyCoop, che permette l'acquisto online della propria spesa e la consegna a domicilio.
Il servizio è attivo in Emilia-Romagna, Veneto e nella città metropolitana di Roma ed è disponibile anche tramite app mobili per iOS e Android.
Per usufruire del servizio è necessario una spesa minima di 50,00 € e le spese di spedizione variano da un massimo di 9,90 € a un minimo di 3,90 € (a seconda che si voglia la consegna della propria spesa in un momento più o meno preciso di una giornata). Sono accettati come metodi di pagamento: carta di credito/debito, PayPal e Postepay.

### Prodotti a marchio Coop

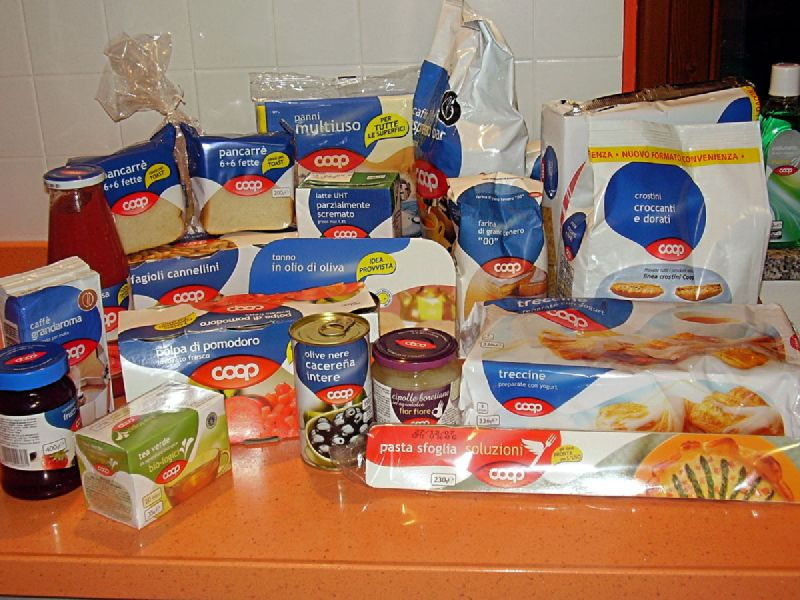
Prodotti a marchio Coop

I prodotti a marchio di Coop Italia sono distribuiti in tutte le cooperative aderenti. La gamma di prodotti copre le diverse categorie merceologiche operando con diversi brand: 
- Coop (oltre 2000 prodotti selezionati e testati da Coop);
- Vivi Verde (prodotti nel rispetto per l'ambiente);
- Solidal (una parte del ricavato viene destinata a progetti di sviluppo nelle aree di provenienza del prodotto);
- Fior Fiore (l'alta qualità Coop, un marchio creato per valorizzare le produzioni DOP e IGP);
- Crescendo Baby e Kids (prodotti destinati dalla prima infanzia ai 10 anni);
- Bene.sì (per la clientela particolarmente attenta alla salute);
- Coop&GO (un pranzo veloce);
- Coop Salute (prodotti farmaceutici, parafarmaceutici, omeopatici e veterinari);
- Origine (frutta e verdura, carni fresche, pesce fresco e salmone scozzese affumicato, salami e tutti i salumi della linea Fior Fiore, uova, latte microfiltrato, fresco di alta qualità e parzialmente scremato e ad alta digeribilità, mozzarella di bufala campana DOP, grana padano, olio extravergine d'oliva 100% italiano biologico e novello, vino, pomodoro e derivati);
- d’Osa Coop (preparati per dolci);
- Io Coop (prodotti per il bagno e l’igiene intima);
- Amici speciali (prodotti per animali);
- Casa (prodotti per l’igiene della casa);
- Club 4 - 10 (prodotti alimentari per l’infanzia dai 4 ai 10 anni).
- LeCose (prodotti no food, linea prezzo bassa)
- Gli spesotti
- Chiringuito

Coop Italia possiede un laboratorio di ricerca a Casalecchio di Reno per il controllo della qualità e dei componenti dei prodotti a marchio Coop.

## Altre attività

### Attività commerciali

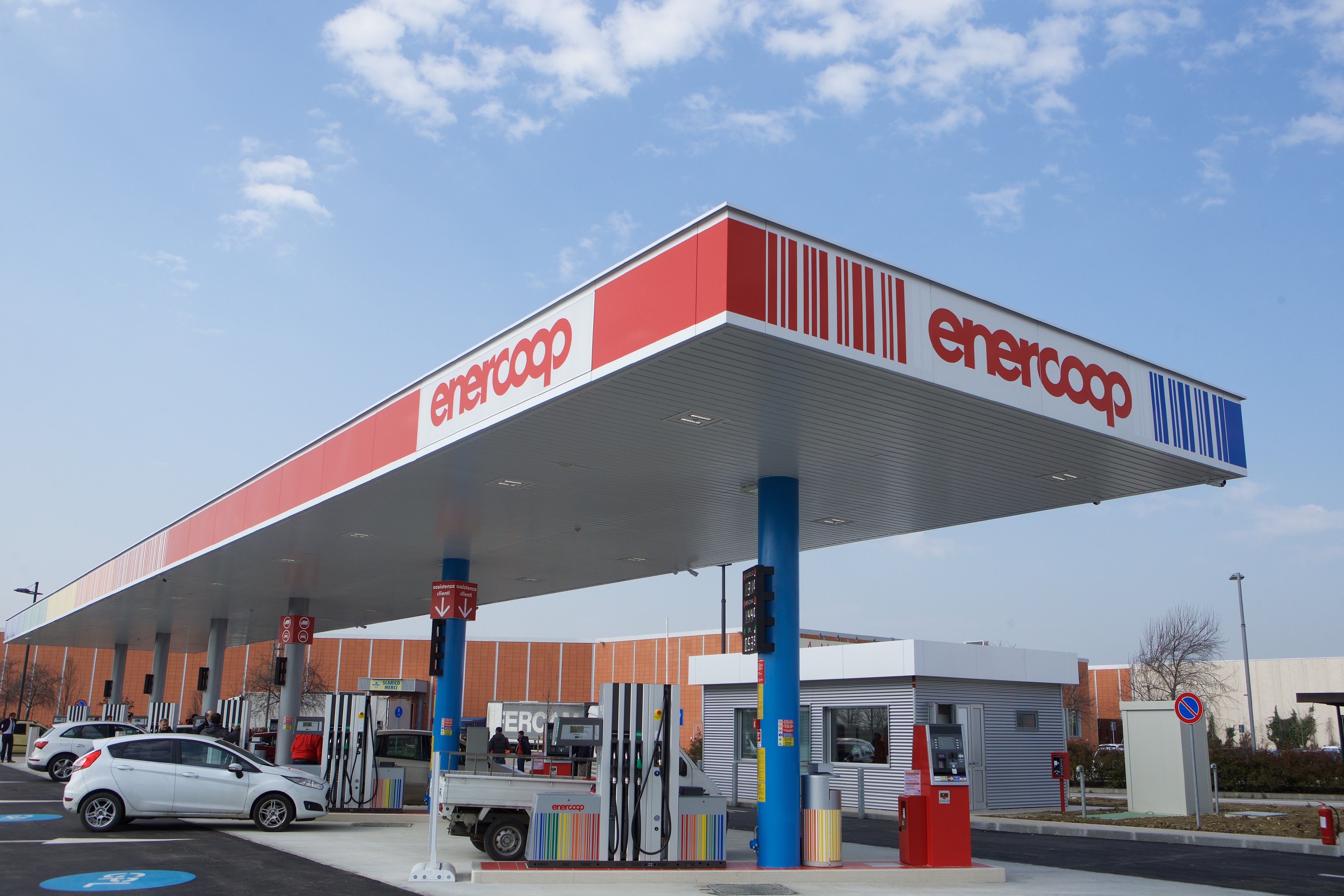
Enercoop è una catena di distributori di carburante a marchio Coop, fondata nel 2009

- Commercio elettronico: da ottobre 2013 al 31 dicembre 2023 era online il portale di commercio elettronico www.cooponline.it dedicato al non-food.
- Distribuzione di carburanti: presente nel settore della distribuzione di carburanti attraverso Enercoop: un marchio nato dalla cooperazione tra il gruppo industriale cooperativo CCPL e Coop Consumatori Nordest nel 2009;
- Vendita di farmaci: dal 2006 sono attivi i "corner Coop Salute" per la vendita dei farmaci senza prescrizione medica e dei parafarmaci. Inoltre Coop Adriatica, Coop Consumatori Nordest, Coop Estense e Coop Lombardia controllavano la Pharmacoop S.p.A. (dismessa nel 2019), che gestiva 27 farmacie ex comunali a: Desio, Bergamo, Modena, Padova e Sassuolo.[9][55]
- Librerie: Coop Alleanza 3.0 controlla la Librerie.Coop S.p.A. che si occupa della gestione di una catena di librerie a insegna "Librerie.Coop" e presenti in: Emilia-Romagna, Lombardia, Veneto, Liguria, Piemonte, Toscana, Lazio, Marche, Abruzzo e Campania.
- Turismo: Coop Alleanza 3.0 controlla le agenzie di viaggi Robintur, Coop Alleanza 3.0, Coop Lombardia e Nova Coop controllano le agenzie di Nuova Planetario (con insegne Planetario Viaggi, Coop Viaggi e Bonolatours, nonché alcune insegne minori) e Unicoop Tirreno in collaborazione con ITC (Imprenditori Turistici Campani) ha un progetto chiamato "Mondovivo" per offrire viaggi.
- Fai da te: Coop Lombardia controlla la Marketing Trend S.p.A., che gestisce punti vendita a insegna Brico Io direttamente con 107 punti vendita. Inoltre, Unicoop Firenze controlla congiuntamente alla tedesca Obi la società BBC (Brico Business Cooperation), che gestisce le strutture a insegna OBI in Italia.
- Attività finanziarie: La maggior parte delle grandi cooperative di consumatori è azionista di Simgest S.p.A., la S.I.M. (Società di Intermediazione Mobiliare), che offre servizi finanziari ai soci e ai clienti Coop tramite una sua rete di promotori finanziari. Le maggiori cooperative possiedono la quota di maggioranza della società Finsoe spa, la quale a sua volta controlla il gruppo finanziario Unipol, proprietario dell'omonima impresa assicuratrice e banca.
- Telefonia mobile: Il Consorzio Coop Italia, dal 4 giugno 2007 grazie ad un accordo con Telecom, è diventato il primo operatore virtuale in Italia, con il marchio CoopVoce.
- Ristorazione: con l'inaugurazione del centro commerciale Galleria Borromea nella provincia di Milano nel 2011, ha aperto il primo bar a marchio "IperCoop Cafè" e successivamente apre anche il punto ristoro nel centro commerciale "Centro Sarca" di Sesto San Giovanni e, nel 2013, nel centro commerciale "La Torre" di Baggio. Questa attività è presente in altri negozi di Coop Alleanza 3.0, Coop Lombardia e Coop Liguria.
- Luce&gas èCoop: nasce nel 2015  per fornire ai soci energia elettrica e gas a un prezzo vantaggioso; l'iniziativa è stata possibile grazie alla controllata ALG - Adriatica luce gas S.p.A.[56]
- Coop Italian Food: è la società di proprietà di Coop Italia creata con l'obiettivo specifico di rappresentare il legame più qualificato e affidabile tra i produttori alimentari italiani e compratori internazionali. La sua missione è quella di rendere disponibile per il mercato internazionali l'esperienza acquisita da Coop attraverso i suoi oltre 150 anni di collaborazione con i produttori alimentari italiani.

### Attività sociali
- Organizza diverse attività di educazione al consumo consapevole per le scuole, che vengono poi attuate dalle singole cooperative. Alcune si svolgono direttamente all'interno dei punti vendita, altre in apposite sale o direttamente presso le scuole.
- La Coop ha ricevuto il riconoscimento europeo Green light partner award 2006 per aver reso gli impianti di illuminazione dei propri punti vendita più efficienti.
- Dal 2004 in uno dei punti vendita di Firenze (Unicoop Firenze), nonché in un negozio a Roma e uno a Cecina (Unicoop Tirreno), è in corso una sperimentazione con un'attivazione di una piccola biblioteca, per divulgare il piacere della lettura.[senza fonte][sviluppi?] Coop Alleanza 3.0 promuove all'interno dei propri negozi l'iniziativa di BookCrossing denominata "Seminar libri", con cui i clienti possono regalare e mettere a disposizione di chiunque i propri libri usati, che possono essere presi gratuitamente senza vincoli e obbligo di restituzione. Il progetto, nato nel 2003 da una collaborazione tra Coop Adriatica e la Provincia di Ravenna, è stato patrocinato dall'UNESCO in occasione della giornata internazionale del libro e consente lo scambio gratuito di decine di migliaia di libri ogni anno[57].
- Ha avviato una politica volta a favorire il benessere animale, intraprendendo diverse iniziative[58] come produzione di cosmetici non testati su animali, esclusione di abbigliamento contenente pelliccia naturale, uova da allevamenti in gabbia, miglioramento delle condizioni di allevamento dei polli, esclusione del foie gras[59]. Tali iniziative gli hanno valso il Premio Good Egg 2010, il Premio Good Chicken 2011 e il Premio Leader Europeo 2012 della Compassion in World Farming, organizzazione internazionale che si occupa del benessere degli animali di allevamento.[60]

### Attività editoriale
- Consumatori è la rivista destinata ai soci di 5 diverse cooperative: Coop Liguria, Nova Coop, Coop Lombardia, Coop Alleanza 3.0 e Coop Reno. Nasce nel 1982 e raggiunge nel 2013  una tiratura di circa 22 milioni di copie annue. Ogni numero arriva in oltre 2 milioni di famiglie in dieci diverse regioni italiane: Liguria, Lombardia, Piemonte, Emilia-Romagna, Veneto, Friuli-Venezia Giulia, Marche, Abruzzo, Basilicata e Puglia. Le edizioni della rivista sono 13, caratterizzate da un blocco di pagine comuni, visibili ovunque, e da pagine dedicate ai diversi territori e alle attività delle singole cooperative.
- Informatore è la rivista destinata ai soci della cooperativa Unicoop Firenze. Rappresenta l'omologo della rivista Consumatori nella regione Toscana.
- Nuovo Consumo è la rivista destinata ai soci della cooperativa Unicoop Tirreno. Divulga notizie scientifico-culturali, approfondisce aspetti legati alla gastronomia e alla salute e riporta le news dell'Unicoop Tirreno per i soci.
- Territori.Coop[61] è una rivista online del gruppo editoriale Consumatori in cui è possibile trovare informazioni su prodotti di stagione, specialità regionali, produzioni locali virtuose. Gli articoli - aggiornati quotidianamente - approfondiscono temi come la filiera, li produttori, gli eventi che rappresentano il made in Italy. All'interno del magazine sono presenti diverse rubriche dedicate ai temi della sostenibilità,[62] del benessere,[63] della cultura gastronomica[64] ai principali appuntamenti enogastronomici[65] nelle regioni, oltre a un approfondimento sulle notizie dal mondo Expo.[66] Il progetto Territori.Coop ha vinto l'Ethic Award 2011[67] di GDOWEEK (Gruppo 24 ORE) e il Premio all'Innovazione Amica dell'Ambiente 2011 di Legambiente.
- InformaCoop è una trasmissione televisiva settimanale di Unicoop Firenze visibile su RTV38, Italia 7, Toscana TV e sul canale YouTube di Unicoop Firenze.

## Loghi
Il marchio fu realizzato nel 1963 da Lica e Albe Steiner e ridisegnato nel 1984 da Bob Noorda. La Coop Svizzera utilizza un marchio molto simile, sostituendo al colore rosso un colore arancione, pur non esistendo relazioni di natura commerciale tra le due società. Anche la Coop Norden (che opera nei paesi scandinavi) utilizza un simile logotipo ma di colore azzurro.
Il Consorzio SAIT Trentino ha invece un accordo di collaborazione con Consorzio Coop Italia che gli permette di utilizzare il marchio Coop in Trentino-Alto Adige pur non facendo parte di Coop Italia.

1963 - 1984
In uso dal 1984

## Testimonial e sponsorizzazioni
Tra i testimonial utilizzati per le campagne pubblicitarie (la prima fu nel 1983 del regista e scrittore Ugo Gregoretti) vanno annoverati Peter Falk (nel 1987, nei panni del tenente Colombo assieme al suo cane), quindi Woody Allen (nel 1992 accettò di produrre cinque spot televisivi, ricevendone un compenso economico piuttosto elevato che scatenò qualche polemica) e Luciana Littizzetto (dal 2010). A partire dal 2022 i nuovi testimonial degli spot furono Aldo, Giovanni e Giacomo e il collettivo Casa Surace.
Coop Italia è stata premium sponsor ufficiale dell'esposizione universale di Milano nel 2015 (Expo Milano 2015) e si è occupata della realizzazione e della gestione del padiglione Future Food District, il supermercato del futuro.
In quest'occasione i soci Coop hanno potuto acquistare i biglietti d'ingresso ad Expo Milano 2015 ad un prezzo di favore.

## Certificazioni, riconoscimenti e premi
- La Coop ha fatto dell'etica un punto cardine del suo sistema di impresa; infatti, dal dicembre 1998 è stata la prima azienda europea ad aver ottenuto la certificazione SA 8000.[8]
- Le iniziative di Coop Italia per la tutela del benessere animale le hanno valso il Premio Good Egg 2010, il Premio Good Chicken 2011 e il Premio Leader Europeo 2012 della Compassion in World Farming, organizzazione internazionale che si occupa del benessere degli animali di allevamento.[60]
- Il progetto Territori.Coop ha vinto l'Ethic Award 2011[67] di GDOWEEK (Gruppo 24 ORE) e il Premio all'Innovazione Amica dell'Ambiente 2011 di Legambiente.
- La Coop ha ricevuto il riconoscimento europeo Green light partner award 2006 per aver reso gli impianti di illuminazione dei propri punti vendita più efficienti. Il risparmio in termini energetici è stato di 20.400 MWh all'anno. Così facendo, Coop risulta la prima catena della grande distribuzione ad aderire all'iniziativa.
- La Coop ha ricevuto il premio per la Migliore app (2013), secondo i lettori di Distribuzione Moderna, con il progetto “Mammissima” dedicato alla sana e corretta alimentazione dei bambini.

## Controversie

### Rapporti tra Coop ed Esselunga
La Coop è stata accusata da Bernardo Caprotti (patron di Supermarkets Italiani-Esselunga) di comportamenti scorretti nei confronti della concorrenza, come riportato nel libro Falce e carrello edito da Marsilio. La questione di fondo verte principalmente sul versante dei privilegi fiscali che Esselunga reputa indebiti a favore della Coop, sostenendo che essendo simili il fine e gli obiettivi tra una cooperativa ed una azienda di capitale, regole differenti non dovrebbero sussistere. Inoltre nel libro Caprotti contesta i rapporti tra Coop e ambienti politici di centrosinistra che avrebbero agevolato Coop nell'apertura di punti vendita in Emilia-Romagna, Toscana e Liguria con indebitamento ed ridimensionamento della Coop Italia stessa. La Commissione Europea ha aperto un'indagine nei confronti del gruppo Coop.
Nel 2010 e 2011, le prime sentenze avevano dato ragione a Bernardo Caprotti ed Esselunga, sollevandoli dalle accuse di "diffamazione".
Il 16 settembre 2011, il Tribunale di Milano ha condannato Esselunga per "concorrenza sleale", accogliendo il ricorso presentato tre anni prima a seguito della pubblicazione del volume edito da Marsilio, Falce e carrello.
Il 21 dicembre 2011 però, il giudice della prima sezione civile della Corte d'Appello di Milano ha accolto la richiesta di sospensiva presentata da Esselunga contro la precedente sentenza che, nel condannare Caprotti per concorrenza sleale contro la Coop, aveva disposto il ritiro del libro. Conseguentemente, in attesa del giudizio di secondo grado, il libro edito da Marsilio è stato ristampato e ridistribuito nel circuito commerciale. Sospeso anche il risarcimento da 300.000 euro a favore di Coop Italia disposto dallo stesso Tribunale di Milano sempre a metà settembre.
Nell'ordinanza la Corte ha rilevato tra l'altro che il ritiro delle copie di Falce e carrello e il divieto di pubblicazione aveva «una sostanziale valenza di sequestro e censura», provvedimenti che possono essere attivati solo in presenza di stampa oscena, plagio, apologia del fascismo e scritti privi dei requisiti per individuare i responsabili.

### Condanna di ESD Italia
Con una sentenza del 21 giugno del 2007, il Tribunale di Milano ha condannato tre rappresentanti di ESD (la centrale che acquista i prodotti per Esselunga e per altre catene) "per aver alterato il libero esercizio del commercio, con l'impiego di mezzi fraudolenti, consistiti nell'utilizzo indebito di informazioni commerciali riservate, in danno di Coop Italia per ottenere vantaggi economici non dovuti”.
Un caso di concorrenza sleale che, vista la sentenza penale, ha portato il presidente di Coop Italia Vincenzo Tassinari a promuovere per conto di Coop un'azione di responsabilità civile nei confronti di ESD, chiedendo inoltre il risarcimento del danno economico, stimato in 300 milioni di euro.
Alle accuse lanciate dal patron di Esselunga, Coop ha risposto quindi con una conferenza stampa svoltasi il 25 settembre 2007 a Milano.

### Investimenti finanziari
In base ad una ricerca di Mediobanca sui bilanci del 2013, è risultato che gli investimenti finanziari delle Coop più grandi producono più utili rispetto alle vendite nei negozi: infatti nel 2013, mentre la gestione industriale ha prodotto solo 47,1 milioni di euro di utili, la gestione finanziaria ha ottenuto 210 milioni di euro di utili. Nel quadriennio 2009-2013 gli utili finanziari sono stati 889 milioni di euro e gli utili di vendita nei supermercati pari a 249 milioni di euro.

### Prestito sociale
Le cooperative aderenti al sistema di Coop Italia gestiscono un patrimonio finanziario complessivo di circa 11,349 miliardi di euro versati sui libretti di prestito sociale di circa 1,3 milioni di soci prestatori (sui complessivi 8,4 milioni di soci). Tali depositi, che sono paragonabili a quelli di una banca di medie dimensioni, offrono un tasso d'interesse che non può essere superiore a quello del Buono fruttifero postale aumentato del 2,50%, assoggettato alla normale ritenuta fiscale del 26% annuo (non viene però pagata l'imposta di bollo dello 0,2% annuo tipica del libretto di deposito bancario o postale). La normativa sul prestito sociale è regolamentata dalla Banca d'Italia e la vigilanza è riservata al Ministero dello sviluppo economico, il quale si avvale di consulenti esterni per i controlli.
Le somme depositate sui libretti sono rimborsabili dalla cooperativa al socio con un preavviso minimo di 24/48 ore e fermo restando i limiti di legge sull'uso dei contanti. Tale gestione della liquidità, che nei fatti appare simile a quella del libretto di deposito bancario o postale, configurerebbe secondo alcuni una forma di intermediazione finanziaria atipica non consentita dalla normativa bancaria. Nel caso riguardante il fallimento delle Cooperative Operaie di Trieste Istria e Friuli del 2014 fu presentata una denuncia per "esercizio abusivo dell'attività di raccolta del risparmio tra il pubblico".

## Galleria d'immagini

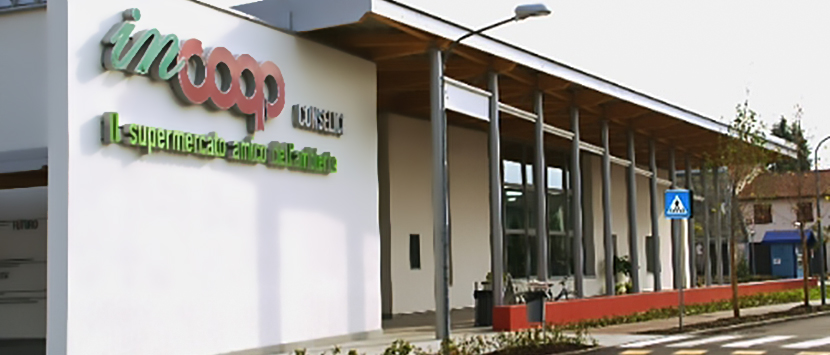
L'InCoop Coop Alleanza 3.0 ecologico di Conselice (RA)
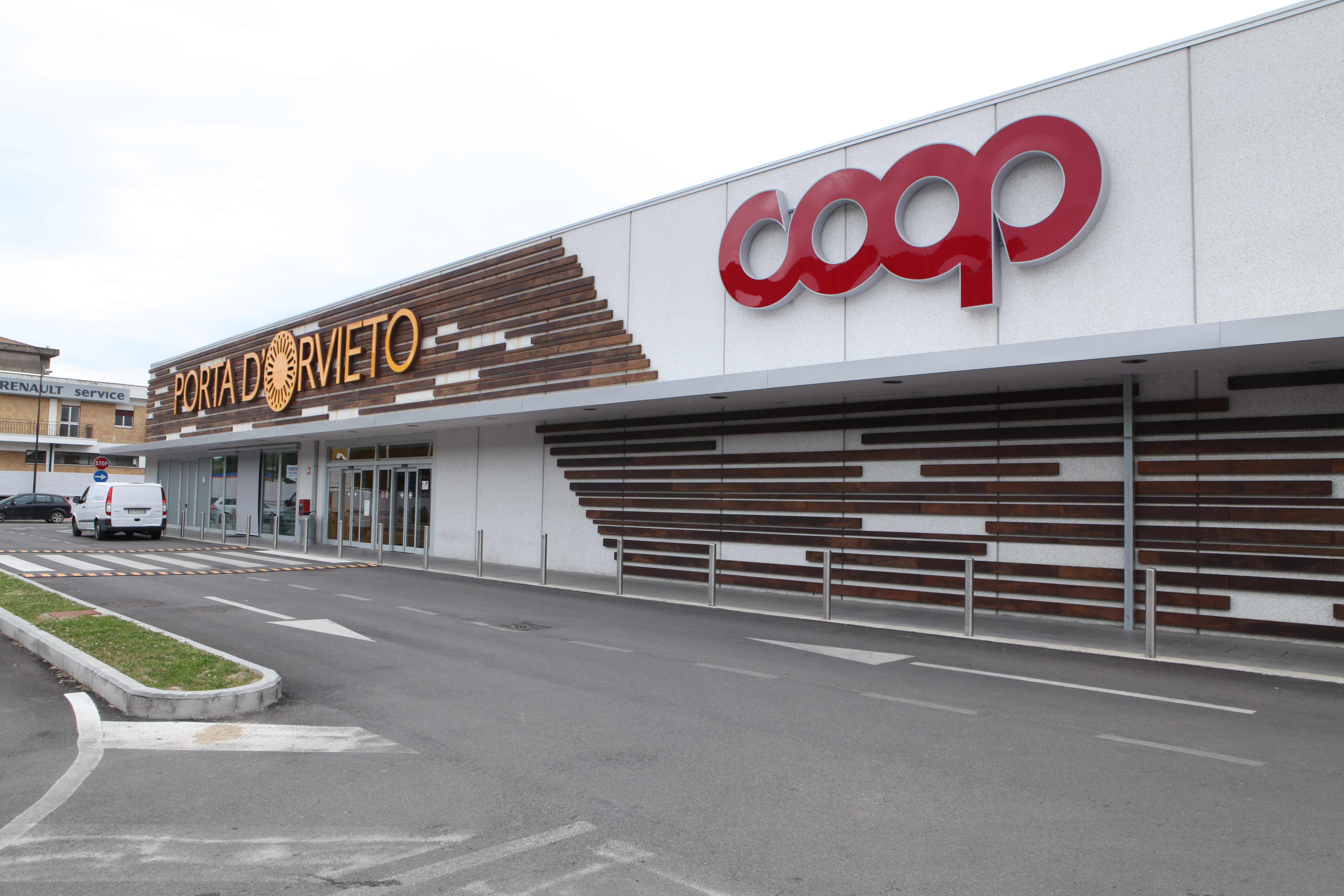
Supermercato Coop di Orvieto (TR) di Coop Centro Italia presso il Centro Commerciale "Porta d'Orvieto"
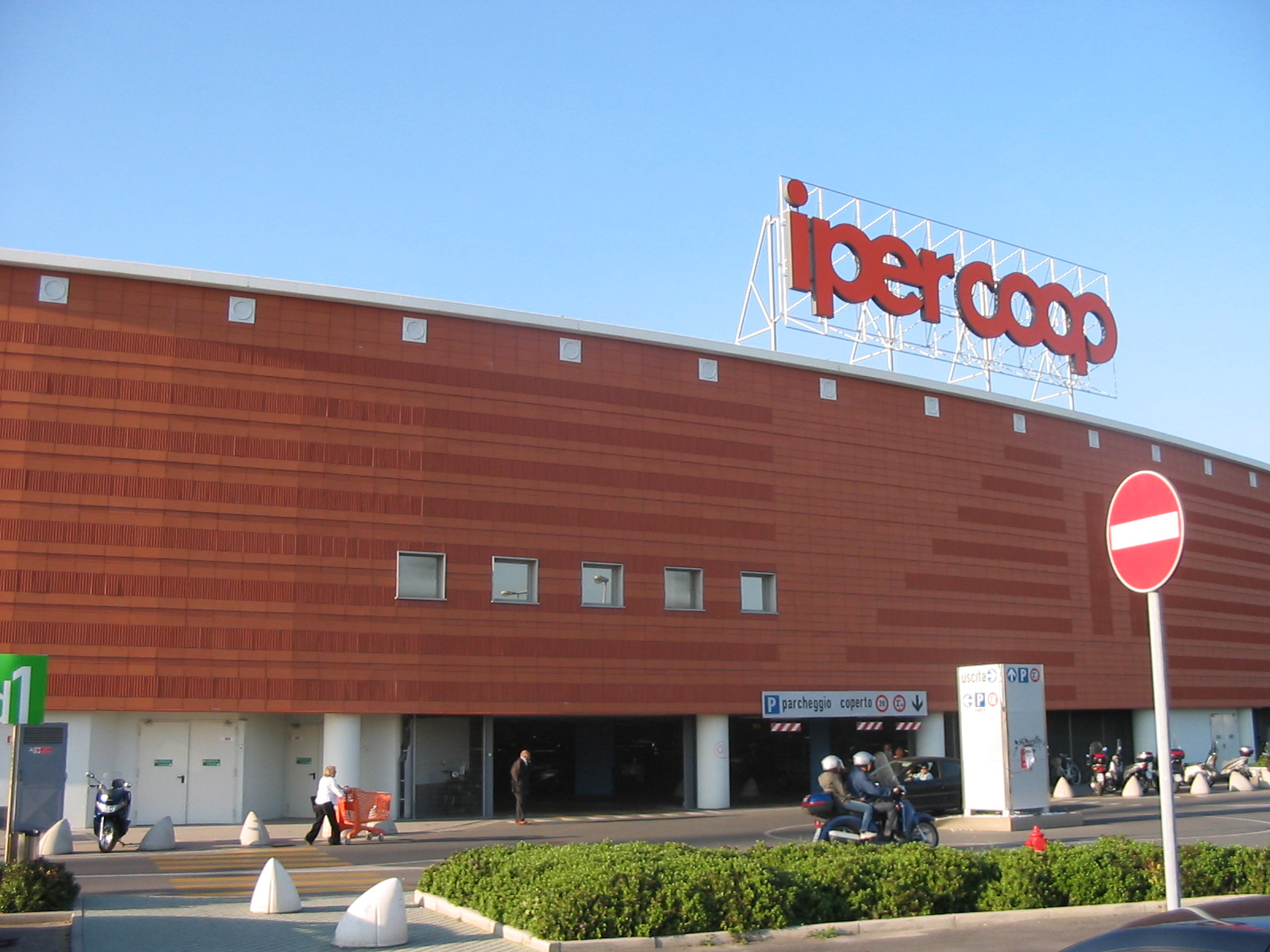
IperCoop Unicoop Tirreno a Livorno
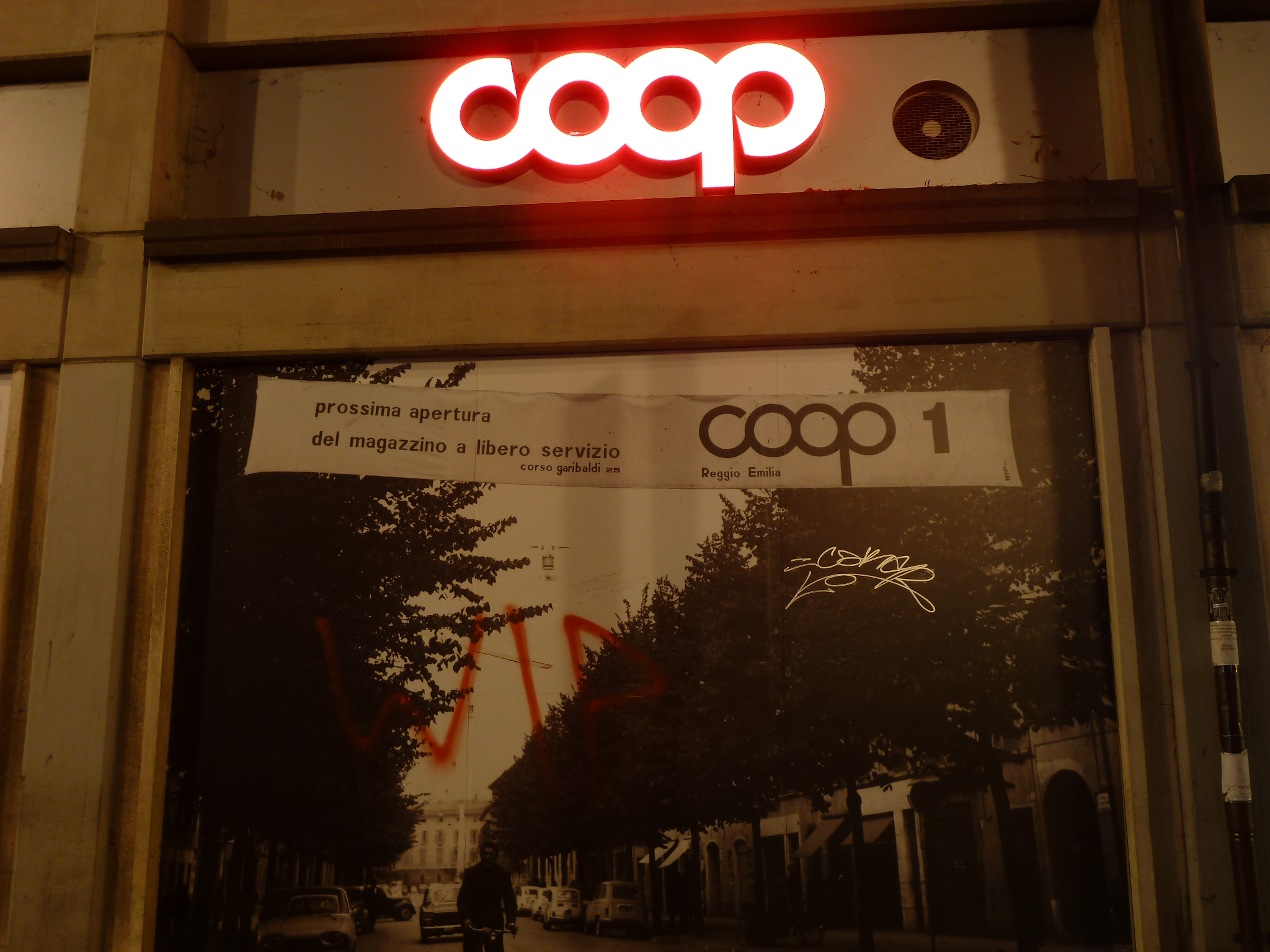
Il primo supermercato a marchio Coop, Reggio Emilia, oggi Coop Alleanza 3.0
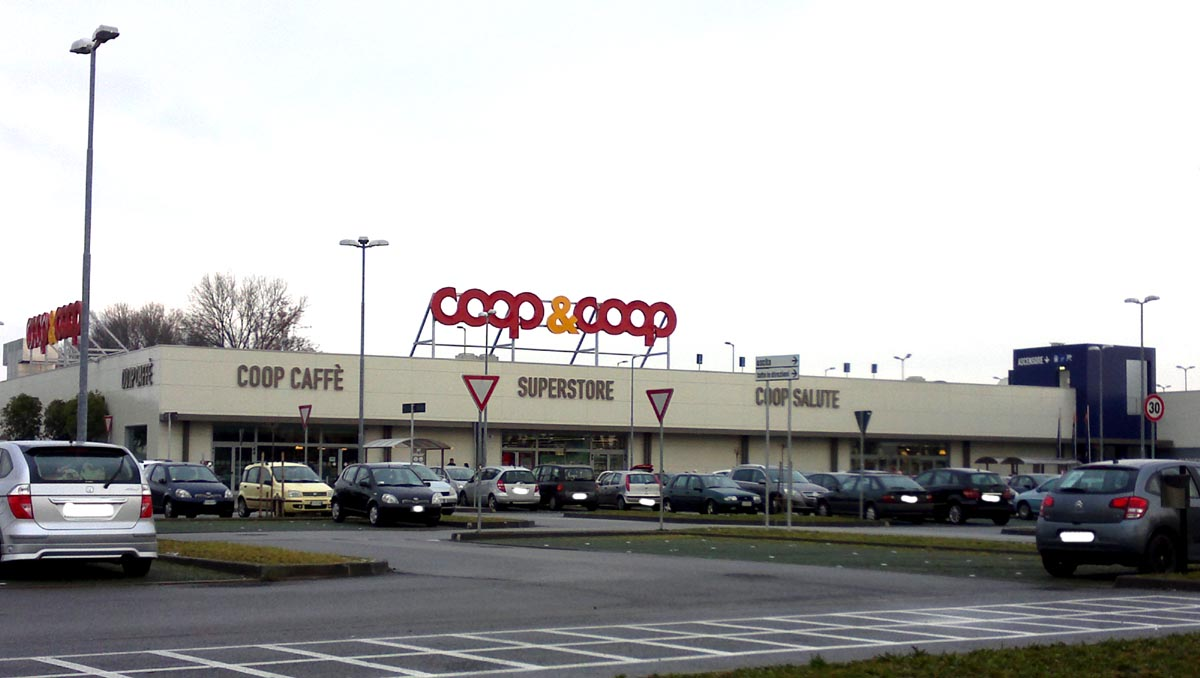
Supermercato Coop&Coop Coop Alleanza 3.0 a Mestre (VE)
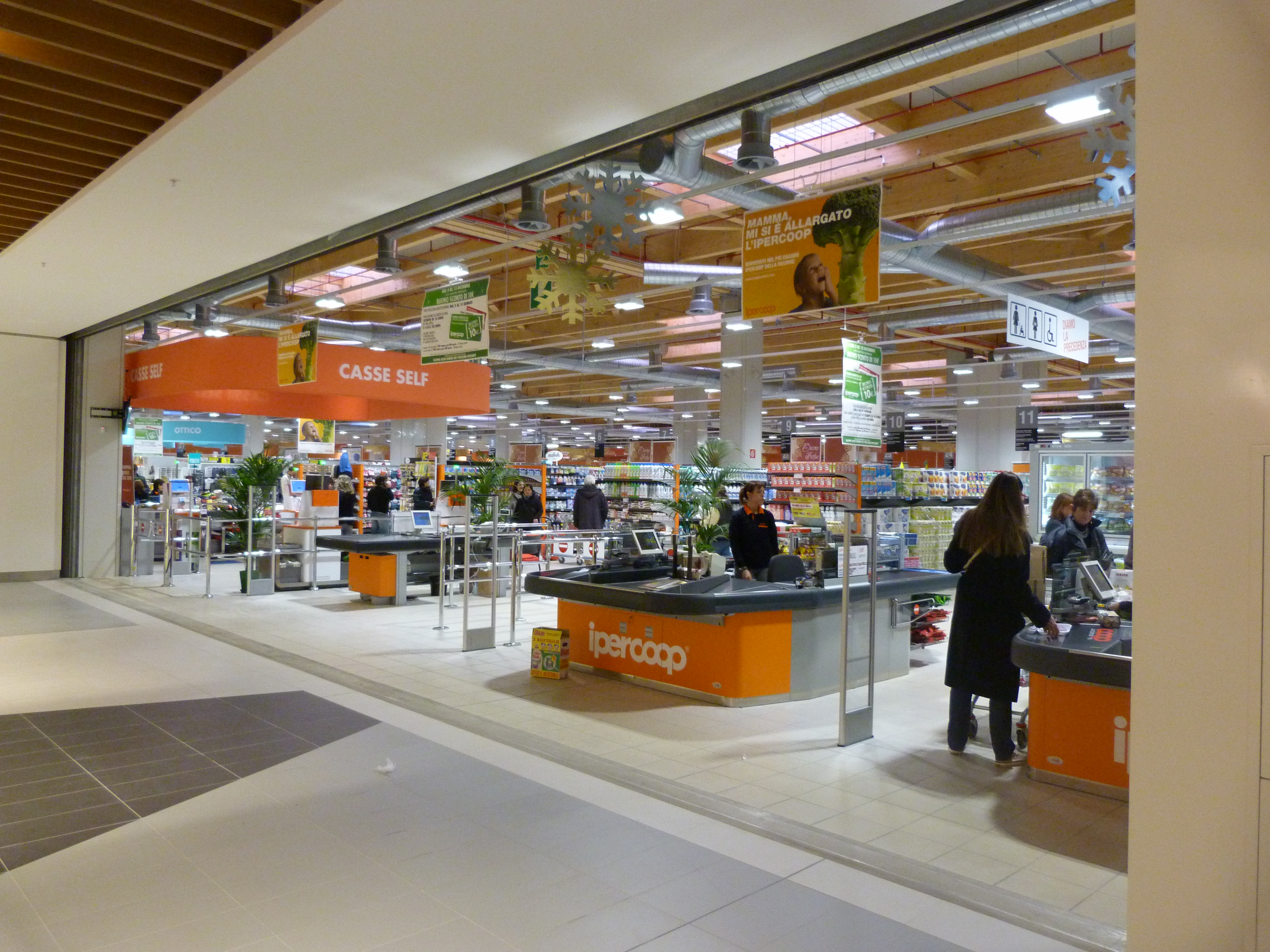
Ipercoop a Villesse (Gorizia)
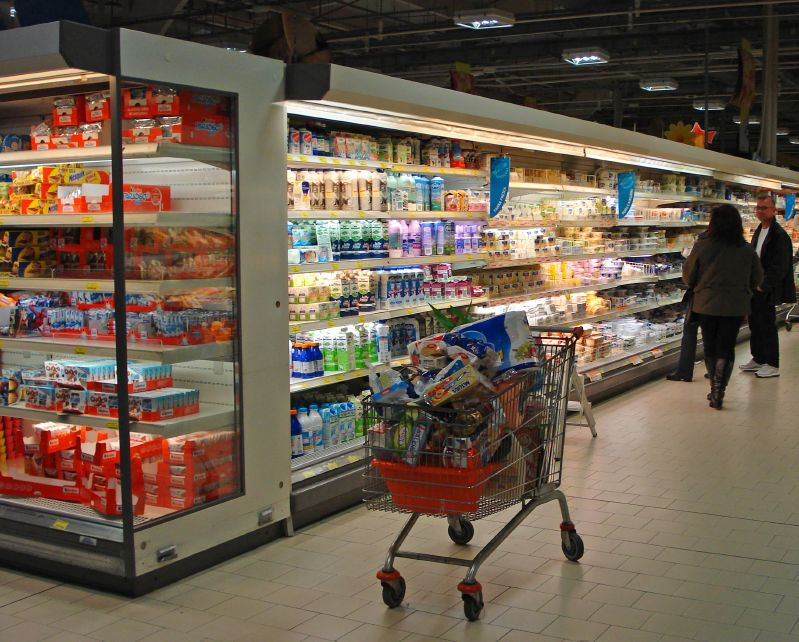
Ipercoop ad Arezzo
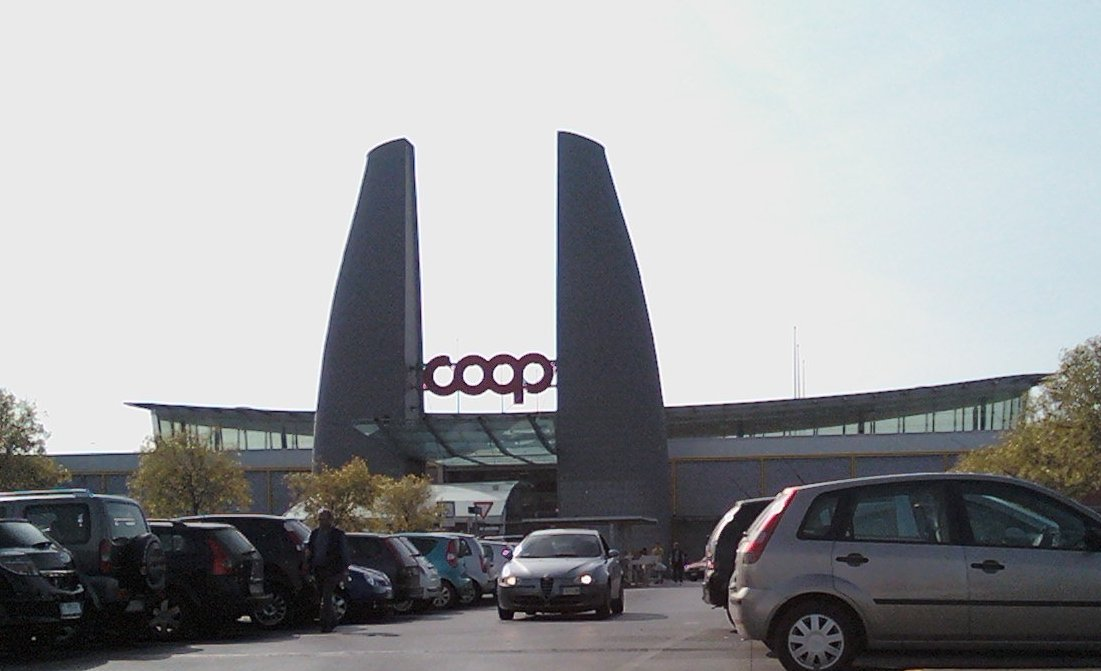
Unicoop Firenze a Scandicci (Firenze)